# Chromatoiulus banaticus
Chromatoiulus banaticus är en mångfotingart som beskrevs av Karl Wilhelm Verhoeff 1899. Chromatoiulus banaticus ingår i släktet Chromatoiulus och familjen kejsardubbelfotingar. Inga underarter finns listade i Catalogue of Life.